# 我心里危险的东西 (动画)
《我心里危险的东西》是新銳動畫制作的日本電視動畫，改编自樱井纪雄的同名漫画。动画以个性阴沉的中二病初中生市川京太郎和同班模特兒身份的开朗女生山田杏奈为主角，讲述了两人之间的戀愛喜劇。
本作的导演是曾执导《擅长捉弄的高木同学》系列动画的赤城博昭；花田十輝担任系列构成和编剧；牛尾憲輔负责配乐，这也是他第一次为恋爱喜剧类型的电视动画配乐。本作于2022年8月2日宣布制作，第一季共12集，于2023年4月至6月播出；第二季共13集，于2024年1月至3月播出。2024年9月，本作的剧场版制作决定公布，计划于2026年2月13日上映。
本作因人物塑造、细腻的情感描写和配乐等得到评论家称赞，特别是第二季受到普遍好评，但也有批评指出第一季开头几集剧情尴尬或令人不适。本作第二季播出期间，其在动画网站Anime Corner和Anime Trending发布的2024年冬季动画排行榜中连续12周获得第一，成为史上首部在以上两个季节性排行榜中每周都位居榜首的动画。

## 登场人物
声优名单取自动画官网。

### 主角
- 市川京太郎（聲：堀江瞬）
- 山田杏奈（聲：羊宮妃那）

### 同学和家人
- 關根萌子（聲：潘惠美）
- 小林千尋（聲：朝井彩加）
- 吉田芹那（聲：種崎敦美）
- 足立翔（聲：岡本信彦）
- 神崎健太（聲：佐藤元）
- 太田力（聲：福島潤）
- 原穗乃香（聲：豐崎愛生）
- 南條晴矢（聲：島崎信長）
- 安堂環奈（聲：井口裕香）
- 市川香菜（聲：田村由香里）

## 制作

### 筹备
本作的动画制作人是来自朝日电视台的远藤一树，其在《我內心的糟糕念頭》漫画第二、三卷发售时对作品产生了兴趣，并表示漫画“要是做成动画绝对是一部好作品”。在征得原作者樱井纪雄和秋田书店的版权许可后，远藤委托曾制作《擅长捉弄的高木同学》系列动画的新锐动画负责动画化，并邀请曾执导这部动画的赤城博昭前来担任导演。远藤认为《高木同学》虽然与本作风格不同，但在画风和对角色自身魅力的重视上有相似之处。
本作的系列构成和编剧是花田十輝，他因负责的作品深受远藤一树和赤城博昭欣赏而受到两人邀请。两人在访谈中都赞赏了他负责的动画《比宇宙更远的地方》，远藤也提到希望能将这部动画中角色的真实感融入本作。负责角色设计的是勝又聖人，他曾在制作《高木同学》时协助赤城进行监督工作，因在仅用表情表达细腻情感的演出作业中表现出色而受到导演邀请。负责本作配乐的是牛尾憲輔，这是他第一次为恋爱喜剧类型的电视动画配乐，但远藤认为其负责的动画《声之形》的音乐风格很适合本作，因此向他发出邀请。此外，赤城还邀请柳澤久美子担任色彩设计，以及与其多次合作的小沼則義担任音效指导。

### 剧本
导演赤城博昭表示动画将遵循原作的故事线，且自己很重视表现两位主角之间的距离感以及“无声的台词”，考虑到动画有篇幅限制，因此在剧本阶段就应该进行“细腻地描绘”。同时，其希望在故事的开始和结束时“角色的情感能有所变化”，无论是单集还是整部作品的故事都是如此。制作人远藤一树认为本作有很多亮点，其中最应该着重突出的是“情感”部分，“只有把情感部分立住了，故事才会变得更加有趣，搞笑桥段的趣味性也会更加突出”。

### 配音
本作的两位主角市川京太郎和山田杏奈分别由堀江瞬和羊宮妃那配音。谈起选择两人的理由，导演赤城博昭表示堀江瞬展现出一种“生动的初中生的感觉”，认为他在中学时代说不定和市川京太郎同一类人；原作者樱井纪雄也觉得堀江瞬很适合该角色。对于羊宮妃那，赤城称她拥有“近来少有的声音特质”，而且对漫画原作“钻研得很深”。赤城提到试音时，制作组让面试者即兴表演一段吃东西的场景，在其他人只是普通地咀嚼时，只有羊宫出色地演绎了原作中吃薯片的画面，这也成为选择她担任配音的“决定性因素”。

### 主题曲
本作第一季的片头曲为Yorushika的斜阳，词曲作者n-buna称“简单的比喻很适合难以用语言表达的关系”，并认为该歌曲想表达的主题与动画交融后会引起良好的反应。片尾曲是こはならむ（Kohana Lam）的几度感伤，表示歌曲歌唱的是每个人成长过程中都会经历的情感、与异性保持距离的困难以及主角们内心的混乱。
本作第二季片头曲为Atarayo的我是...，词曲作者Hitomi表示自己受到动画制作方的要求以市川京太郎的视角进行创作，并在“想象市川写诗”的背景下完成了歌词，称其是“赤裸裸地展现了市川的视角和内心情感的歌曲”。第一季片头动画（OP）由曾执导《进击的巨人》系列动画的荒木哲郎负责导演和分镜，其表示自己尽可能地使OP“充满感情”。片尾曲是的甚至能喜欢上恋爱中的自己，表示这首歌与刻画悸动之情的第一季片头曲不同，是一首“能让人感受到心灵成长”的歌曲。

## 发行和播映
《我心里危险的东西》于2022年8月2日宣布改编为电视动画。2023年2月28日，本作的预告视频（PV）和主题曲公布，并于2023年4月2日在朝日电视台及其24家附属电视台的NUMAnimation栏目首播，随后在BS朝日和朝视频道1播出。第一季共12集，最后一集于2023年6月18日首播。2023年12月10日，根据原作者樱井纪雄在X（Twitter）上创作的衍生漫画改编的动画特别篇“推糟短篇”发布。
2023年6月18日，即本作第一季最后一集首播后当天，官方公布了本作第二季的制作决定和预告视频，主题曲则于2023年11月14日公布。动画第二季于2024年1月7日在朝日电视台及其24家附属电视台的NUMAnimation栏目首播，共13集，最后一集于2024年3月31日首播。
本作在香港、澳门和台湾由羚邦集團代理发行，并在Ani-One的中文官方YouTube频道上播放了该作。Aniplus Asia则在东南亚地区获得授权并播放本作。
2024年9月29日，本作的剧场版制作决定公布，剧场版是电视动画的剪辑版，且将会有新的镜头。2025年7月1日，官方发布了剧场版的预告视频，上映日期确定为2026年2月13日。

## 反响
2023年6月，朝日电视台在年终财报中宣布《我心里危险的东西》第一季创下了其NUMAnimation栏目的最高全球发行销售额。《我心里危险的东西》第二季播出期间，其在动画网站Anime Corner和Anime Trending发布的2024年冬季动画排行榜中连续12周获得第一，成为史上首部在以上两个季节性排行榜中每周都位居榜首的动画。之后，本作第二季分别被Anime Corner和Anime Trending评为2024年冬季最佳动画，并获得Anime Corner其他12项奖项以及Anime Trending其他7项奖项。在2025年Crunchyroll动画大奖中，本作第二季获得最佳恋爱动画提名。在2024年第29届亚洲电视大奖中，本作第二季获得最佳2D动画节目奖。2025年4月，本作第二季被Anime Corner评为2024年最佳动画，并获得其他6项奖项。

## 评价

### 第一季
動畫新聞網的评论家对第一集褒贬不一，詹姆斯·贝克特（James Beckett）认为首播“好得令人恼火”且“可爱到爆”，但希望市川京太郎的黑暗想法能够淡化；丽贝卡·西尔弗曼（Rebecca Silverman）表示第一集融合了良好的幽默感和预期中“温暖的情感暗流”，但不太喜欢山田杏奈的脸部作画；尼古拉斯·杜普雷（Nicholas Dupree）称第一集“毫不妥协地真实呈现了一个边缘少年的内心世界”，并展现了“青少年特别是十几岁的男生能有多么糟糕”，但这是一把“双刃剑”，他认为很多人会被这种“特定口味的幽默”劝退，且他不会责怪他们；理查德·艾森贝斯（Richard Eisenbeis）看完第一集后称赞了主角的塑造，但他表示如果没有那些令他不适的“尴尬的幽默”，他可能会花时间看本作。Anime Feminist的弗雷·凯泽（Vrai Kaiser）在看完第一集后对本作持“谨慎观望”的态度，但在看完第三集后，“她的乐观得到了印证”，她认为本作对初中生的描绘“准确且甜蜜”，然而剧中对性的处理方式对一些观众来说效果仍“参差不齐”。但Anime Feminist另一篇文章认为本作第一、二集中市川京太郎的一些独白“过于接近真实的暴力厌女症”。
评论家对于全片的态度则更为积极。动画新闻网的MrAJCosplay将本作列为2023年他最喜欢的动画之一，他认为本作是他看过“最令人满足的慢热爱情故事之一”，每一集都有“某种戏剧性的分量或重要性”，他还称赞了市川京太郎的真实、角色成长的深刻、恰到好处的戏剧冲突、“无可挑剔的制作水准”和“氛围感十足的配乐”。巴哈姆特電玩資訊站的特约编辑玻璃罐头认为本作和《擅长捉弄的高木同学》是同类型的闪光作品，但本作有着“更加细腻强烈的感情描写”，但他指出本作前半段的剧情略显尴尬，人物比例有时也会因为画风原因而显得有些奇怪。

### 第二季
评论家对于第二季的评价普遍较好。动画新闻网的MrAJCosplay认为第二季将本作提升到了一个全新的高度，是一个关于两人“意识到他们想为了自己和所爱之人而变得更好的故事”，是一部“华丽、悦耳的日常系作品”。同时，他表示虽然动画的结局是可预见的，但“旅程本身却无比令人满足”，让他在结局时热泪盈眶，并认为本作是2024年最好的日常系动画。；动画新闻网的凯文·科马克（Kevin Cormack）惊叹于本作“一集中能容纳如此多令人愉悦的场景”，认为本作节奏紧凑，并称赞了片头动画中的跳舞镜头。他还表示本作每一集都将山田杏奈和市川京太郎的每一个微小进步“演绎成强烈的情感高潮”，每一集都像是“情感的过山车”。IGN的伦纳德·富热尔（Léonard Fougère）给本作打了8分（满分10分），他表示本作是一部表面看似“粗粝”的恋爱故事，但只要稍加深入便会发现其“蕴含着令人难以置信的感动”，同时称赞了本作的氛围营造和光影处理 。udn游戏角落的希洛也称赞了本作的片头动画，其表示动画中的橘黃暖色調、花瓣漫天飞舞和跳舞的鏡頭都是导演荒木哲郎的惯用手法。

## 剧集列表
剧集标题中文译名使用羚邦集團译名，制作人员名单取自每集片尾。
| 話數     | 日文標題 | 中文標題                                                   | 分鏡           | 演出                | 首播日期        |
| 第1季    | 第1季    | 第1季                                                      | 第1季          | 第1季               | 第1季           |
| -------- | -------- | ---------------------------------------------------------- | -------------- | ------------------- | --------------- |
| 病歷1    |          | 被奪走了                                                   | 今村洋輝       | 今村洋輝            | 2023年 4月2日   |
| 病歷2    |          | 我死掉了                                                   | 白幡良志之     | 陳達理              | 4月9日          |
| 病歷3    |          | 我想去擁抱                                                 | 吉川博明       | 白幡良志之          | 4月16日         |
| 病歷4    |          | 我得了心病                                                 | 朴京順         | 朴京順              | 4月23日         |
| 病歷5    |          | 我們走散了                                                 | まついひとゆき | 鈴木拓磨            | 4月30日         |
| 病歷6    |          | 我融化了                                                   | 須藤瑛仁       | 須藤瑛仁            | 5月7日          |
| 病歷7    |          | 我們交換了                                                 | 吉川博明       | 久保太郎            | 5月14日         |
| 病歷8    |          | 我做夢了                                                   | 青柳隆平       | 陳達理              | 5月21日         |
| 病歷9    |          | 我討厭山田                                                 | 白幡良志之     | 朴京順              | 5月28日         |
| 病歷10   |          | 我們慢慢地走著                                             | 今村洋輝       | 大久保亮 福井洋平   | 6月4日          |
| 病歷11   |          | 我們有一點像                                               | 松村樹里亞     | 深瀨重              | 6月11日         |
| 病歷12   |          | 我想瞭解我自己                                             | 吉川博明       | 友田康              | 6月18日         |
| 推糟短篇 |          |                                                            |                |                     |                 |
| -        |          | 早安血型猜謎喜歡的髮型換教室跟姊姊去買東西香香的味道偷懶吧 | 青柳隆平       | 時野蒼 北野巧       | 2023年 12月10日 |
| -        |          | 闇之能力者為什麼肉包BYE BYE                                | 櫻井弘明       | 櫻井弘明            | 2023年 12月10日 |
| -        |          | 喪屍遊戲喪屍遊戲2聖誕靴                                    | 青柳隆平       | 南若葉              | 2023年 12月10日 |
| 第2季    |          |                                                            |                |                     |                 |
| 病歷13   |          | 我們在尋找                                                 | 青柳隆平       | 白幡良志之          | 2024年 1月7日   |
| 病歷14   |          | 我快變大人了                                               | 鮫月虎太郎     | 久保太郎            | 1月14日         |
| 病歷15   |          | 我想要和山田…                                              | 高柳哲司       | 朴京順              | 1月21日         |
| 病歷16   |          | 山田對我…                                                  | 櫻井弘明       | 大久保亮            | 1月28日         |
| 病歷17   |          | 我想瞭解                                                   | 白幡良志之     | 曾根利幸            | 2月4日          |
| 病歷18   |          | 山田喜歡我                                                 | 青柳隆平       | 榎田敬宏            | 2月11日         |
| 病歷19   |          | 我們滿溢而出                                               | 一居一平       | 江口大輔            | 2月18日         |
| 病歷20   |          | 我們很晚才睡                                               | 吉川博明       | 白幡良志之          | 2月25日         |
| 病歷21   |          | 我們說好了                                                 | 稻垣隆行       | 久保太郎            | 3月3日          |
| 病歷22   |          | 我想接近山田                                               | 櫻井弘明       | 朴京順              | 3月10日         |
| 病歷23   |          | 我不想輸                                                   | 青柳隆平       | 本間                | 3月17日         |
| 病歷24   |          | 我想傳達                                                   | 鮫月虎次郎     | 江副仁美            | 3月24日         |
| 病歷25   |          | 我與我的戀心                                               | 大地丙太郎     | 江口大輔 白幡良志之 | 3月31日         |